# Pierre L'Épine
Pierre Eustache L’Épine, né à Val-de-la-Haye près de Rouen le 14 juin 1753 et mort à Rouen en 1822[réf. nécessaire], est un graveur français.
L’Épine étudie avec Lagrenée à l’école des Beaux-Arts de Paris où il entre en 1778.
Il a gravé des planches pour l’édition des Œuvres complètes de Rousseau, celles du naturalise suisse Gessner.
Il a gravé une planche commémorant le passage de Louis XVI au Havre en 1786.
Sous la Révolution, il grave une planche représentant la révolte des ouvriers de la manufacture de papiers peints Réveillon et est, avec son compatriote Beauvallet, administrateur des travaux publics.
De 1794 à 1795, il travaille à la restauration de bustes pour le musée des monuments français d’Alexandre Lenoir.

## Source
- Alfred Bonnardot, Histoire artistique et archéologique de la gravure en France, Paris, Deflorenne Neveu, 1849, p. 169.